# Стрмостен
Стрмостен је насеље у Србији у општини Деспотовац у Поморавском округу. Према попису из 2022. било је 642 становника.
Овде се налазе Запис Рацин орах (Стрмостен), Запис липа код цркве (Стрмостен) и Запис Миловановића крушка (Стрмостен).

## Порекло становништва
Подаци датирају из 1930. године)
У селу су родови:
- Шљивићи (25 к., Св. Петка), доселили се из Црне Горе.
- Ћордаловићи (25 к., Св. Никола), доселили се са Косова са шест буљука оваца. Од њих је био Петар Ђорђевић - Ћордаловић, звани Џода, војвода црноречки.
- Ћосићи (10 к., Св. Ђорђе и Ђурђевдан), дошли са Косова има и у Стењевцу.
- Вулетићи (10 к., Св. Арханђел), дошли из Ерског Краја - Драгачева или Златибора.
- Пироћанци (8 к., Св. Никола), дошли из околине Пирота.
- Гмитрићи (10 к., Св. Петка), дошли са Тимока.
- Оцићи (5 к., Св. Арханђел), дошли из Хомоља, по пореклу Румуни.

## Демографија
У насељу Стрмостен живи 738 пунолетних становника, а просечна старост становништва износи 44,3 година (43,1 код мушкараца и 45,6 код жена). У насељу има 276 домаћинстава, а просечан број чланова по домаћинству је 3,26.
Ово насеље је великим делом насељено Србима (према попису из 2002. године).
|  |

| Демографија | Демографија | Демографија |
| Година      | Становника  | Становника  |
| ----------- | ----------- | ----------- |
| 1948.       | 1.185       |             |
| 1953.       | 1.285       |             |
| 1961.       | 1.322       |             |
| 1971.       | 1.242       |             |
| 1981.       | 1.193       |             |
| 1991.       | 1.074       | 984         |
| 2002.       | 902         | 1.017       |

| Етнички састав према попису из 2002.‍ | Етнички састав према попису из 2002.‍ | Етнички састав према попису из 2002.‍ | Етнички састав према попису из 2002.‍ | Етнички састав према попису из 2002.‍ |
| ------------------------------------ | ------------------------------------ | ------------------------------------ | ------------------------------------ | ------------------------------------ |
|                                      |                                      |                                      |                                      |                                      |
| Срби                                 | Срби                                 |                                      | 892                                  | 98,89%                               |
| Македонци                            | Македонци                            |                                      | 4                                    | 0,44%                                |
| Украјинци                            | Украјинци                            |                                      | 1                                    | 0,11%                                |
| непознато                            | непознато                            |                                      | 5                                    | 0,55%                                |

| Година пописа     | 1948. | 1953. | 1961. | 1971. | 1981. | 1991. | 2002. |
| ----------------- | ----- | ----- | ----- | ----- | ----- | ----- | ----- |
| Број домаћинстава | 215   | 233   | 275   | 282   | 270   | 249   | 276   |

| Број чланова      | 1  | 2  | 3  | 4  | 5  | 6  | 7 | 8 | 9 | 10 и више | Просек |
| ----------------- | -- | -- | -- | -- | -- | -- | - | - | - | --------- | ------ |
| Број домаћинстава | 39 | 77 | 41 | 62 | 24 | 20 | 8 | 4 | 1 | 0         | 3,26   |

| Пол    | Укупно | Неожењен/Неудата | Ожењен/Удата | Удовац/Удовица | Разведен/Разведена | Непознато |
| ------ | ------ | ---------------- | ------------ | -------------- | ------------------ | --------- |
| Мушки  | 374    | 70               | 259          | 38             | 3                  | 4         |
| Женски | 394    | 43               | 264          | 78             | 7                  | 2         |
| УКУПНО | 768    | 113              | 523          | 116            | 10                 | 6         |

| Пол    | Укупно                    | Пољопривреда, лов и шумарство | Рибарство                            | Вађење руде и камена | Прерађивачка индустрија       |
| ------ | ------------------------- | ----------------------------- | ------------------------------------ | -------------------- | ----------------------------- |
| Мушки  | 250                       | 133                           | 4                                    | 62                   | 16                            |
| Женски | 227                       | 191                           | 0                                    | 7                    | 5                             |
| УКУПНО | 477                       | 324                           | 4                                    | 69                   | 21                            |
| Пол    | Производња и снабдевање   | Грађевинарство                | Трговина                             | Хотели и ресторани   | Саобраћај, складиштење и везе |
| Мушки  | 2                         | 3                             | 7                                    | 1                    | 5                             |
| Женски | 0                         | 0                             | 6                                    | 1                    | 2                             |
| УКУПНО | 2                         | 3                             | 13                                   | 2                    | 7                             |
| Пол    | Финансијско посредовање   | Некретнине                    | Државна управа и одбрана             | Образовање           | Здравствени и социјални рад   |
| Мушки  | 0                         | 0                             | 2                                    | 1                    | 2                             |
| Женски | 0                         | 0                             | 1                                    | 2                    | 8                             |
| УКУПНО | 0                         | 0                             | 3                                    | 3                    | 10                            |
| Пол    | Остале услужне активности | Приватна домаћинства          | Екстериторијалне организације и тела | Непознато            | Непознато                     |
| Мушки  | 4                         | 0                             | 0                                    | 8                    | 8                             |
| Женски | 1                         | 0                             | 0                                    | 3                    | 3                             |
| УКУПНО | 5                         | 0                             | 0                                    | 11                   | 11                            |